# نصف‌النهار ۱۳۵ درجه شرقی

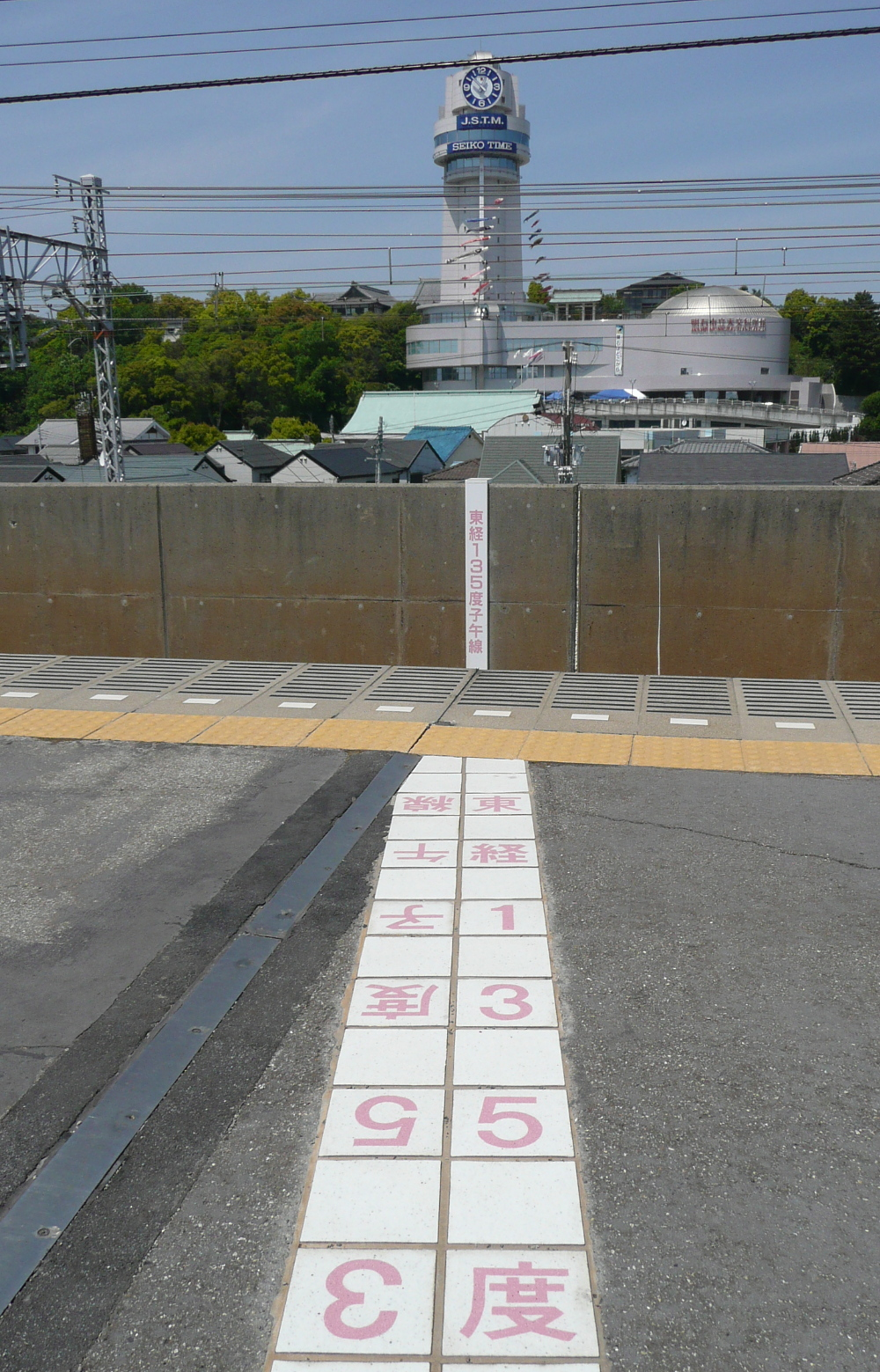
محل عبور نصف‌النهار ۱۳۵ درجه شرقی از یک ایستگاه راه‌آهن در ژاپن

نصف‌النهار ۱۳۵ درجه شرقی ۱۳۵مین نصف‌النهار شرقی از گرینویچ است که از لحاظ زمانی ۹ساعت و ۰دقیقه با گرینویچ اختلاف زمانی دارد.
این نصف‌النهار از قطب شمال شروع و از مناطق زیر گذشته و به قطب جنوب ختم می‌شود.
- روسیه
- استرالیا
- اقیانوس آرام